# Эмборг, Йенс Лаурсен
Йенс Лаурсен Эмборг (дат. Jens Laursøn Emborg; 22 декабря 1876, Ринге, ныне коммуна Фоборг-Миттфюн — 18 апреля 1957, Вордингборг) — датский композитор и музыкальный педагог.
Сын учителя. Все пять братьев Эмборгов с детства играли на струнных инструментах, а ещё двое сделали музыкальную карьеру, однако по настоянию отца профессиональное образование получили в других областях. Йенс Эмборг, старший из сыновей, пошёл по стопам отца, окончив в 1895 году учительский семинар в Еллинге (в дальнейшем вошедший в состав Университетского колледжа Малого Бельта). В течение двух лет он работал ассистентом своего отца, а затем в 1897—1939 годах преподавал музыку и пение в учительском семинаре в Вордингборге. Был одним из первых в Дании методистов в этой области, опубликовал «Методические указания по обучению пению в начальной школе» (дат. Vejledende Bemærkninger om Sangundervisning i Børneskolen; 1924). В 1939—1947 годах занимал должность государственного инспектора по преподаванию пения в Министерстве образования Дании.
На рубеже столетий, не прерывая основной работы, Эмборг регулярно ездил в Копенгаген брать уроки композиции и органа у Отто Маллинга и уроки игры на скрипке у Вальдемара Тофте. В 1906 году он сдал в Копенгагенской консерватории государственный экзамен как органист и до 1952 года служил органистом в Вордингборгской церкви. В 1916 году впервые привлёк внимание публики благодаря состоявшемуся в Копенгагене концерту из его произведений. В 1926 году благодаря стипендии Анкера получил возможность посетить Германию, Францию и Италию с целью совершенствования профессионального мастерства.
Свои сочинения до 1905 года он считал ученическими, и почти все они уничтожены. За оставшиеся годы жизни, однако, Эмборг создал около 100 опусов. В их числе три оперы — «Тельсе» (дат. Telse; 1920), принятая к постановке Королевской оперой, но так и не увидевшая сцены, «Золотая тайна» (дат. Den gyldne Hemmelighed; 1924), поставленная в 1928 году в Брауншвейге, и «Жених и невеста» (дат. Kjærestefolkene; 1931, по одноимённой сказке Х. К. Андерсена) для школьных спектаклей, а также одноактная пантомима «Зелёная лампа» (дат. Den grønne Laterne; 1930). Среди других произведений Эмборга — три симфонии, несколько концертов, в том числе два скрипичных, из которых первый (1926) записан Каем Лаурсеном, кантаты, камерная музыка.